# Christoph Nicolaus Voigt
Christoph Nicolaus Voigt (též Kryštof Mikuláš Voigt) (22. ledna 1678, Ringleben – 29. dubna 1732, Banská Štiavnica) byl německý evangelický kazatel; významný představitel hallského pietismu v prostoru Střední Evropy.
Od roku 1698 pobýval v Halle, nejprve jako student, následně jako učitel a vychovatel dětí Augusta Hermanna Francke. V letech 1709–1710 byl kazatelem v Těšíně, odkud byl vypovězen. Po krátkém pobytu v Halle se stal profesorem v Sibiu (1712–1713), odkud byl rovněž vyhnán. Odešel na čas do Vídně. Od roku 1716 do své smrti pastorem v Banské Štiavnici.